# Brachyplatystoma vaillantii
Brachyplatystoma vaillantii är en fiskart som först beskrevs av Valenciennes, 1840.  Brachyplatystoma vaillantii ingår i släktet Brachyplatystoma och familjen Pimelodidae. Inga underarter finns listade.